# Pippo e il grillo pescatore
Pippo e il grillo pescatore (Goofy and Wilbur) è un film del 1939 diretto da Dick Huemer. 
È un cortometraggio animato della serie Goofy realizzato, in Technicolor, dalla Walt Disney Productions, distribuito dalla RKO Radio Pictures e uscito negli Stati Uniti il 17 marzo 1939. 
Fu il primo cortometraggio avente Pippo come unico protagonista, senza Topolino o Paperino. Dal 1990 viene distribuito col titolo Pippo e Wilbur.

## Trama
Pippo va a pesca in barca su un laghetto (ignorando il cartello di divieto) con il suo amico Wilbur, una cavalletta. Pippo intende usare Wilbur come esca per attirare i pesci, facendoli poi finire nel suo retino. Quando però Wilbur gli porta un pesce troppo grosso, il retino si rompe e l'insetto viene divorato dal pesce successivo. Pippo riesce a recuperare la sua cavalletta e a farla rinvenire con dei sali, poi la rimprovera dicendole di fare attenzione. Ma sfortunatamente, Wilbur viene divorato di nuovo, questa volta da una rana. Pippo insegue la rana, che viene però mangiata a sua volta da una cicogna. 
Frustrato, Pippo insegue l'uccello e riesce a salire fino al suo nido, ma la cicogna vola via. Pippo, riflettendo sulla perdita della sua cavalletta, scoppia a piangere, dato che nessuna cavalletta selvatica potrà sostituire Wilbur, ma un uovo della cicogna si rompe e da esso esce fuori Wilbur, vivo e vegeto. I due si abbracciano, felici di essersi ritrovati, e Wilbur bacia il muso di Pippo. 

## Distribuzione

### Edizione italiana
Il corto arrivò in Italia nel dicembre 1985 e fu incluso nella VHS Cartoons Disney 6; il doppiaggio fu eseguito dalla Mops Film. Nel 1990, per l'uscita nei cinema, il corto fu ridoppiato dal Gruppo Trenta e venne abbinato al film live-action della Disney Turner e il casinaro. Tale doppiaggio del corto venne poi usato nella VHS Sono io... Pippo uscito nel marzo dello stesso anno, e infine adottato nelle varie successive occasioni. Il corto fu però inserito su Disney+ in lingua originale l'11 agosto 2023.

### Cinema
- Turner e il casinaro (22 febbraio 1990)[3][1][4]

### Edizioni home video

#### VHS
- Cartoons Disney 6 (dicembre 1985)[2]
- Sono io ... Pippo (marzo 1990)[5]
- A tutto Pippo (aprile 2000)[7]
- Il mio eroe Pippo (marzo 2004)[8]

#### DVD
Il cortometraggio è incluso nei DVD Walt Disney Treasures: Pippo, la collezione completa, Il mio eroe Pippo e, come contenuto speciale, all'interno del DVD di Red e Toby 2 - Nemiciamici.